# Laura Mancinelli

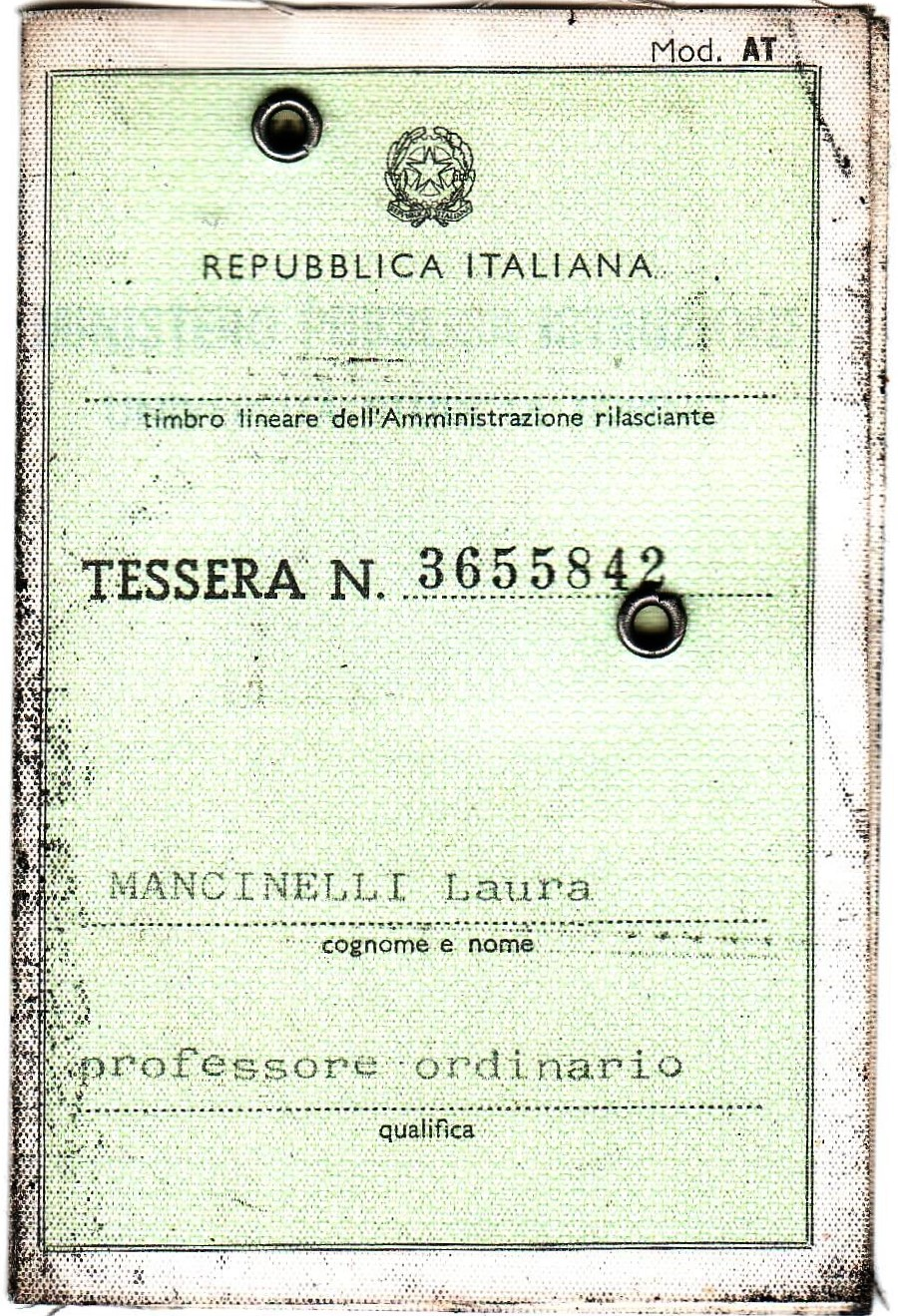
Registro de identidade de Laura Mancinelli

Laura Mancinelli OMRI (Údine, 18 de dezembro de 1933 - Turim, 7 de julho de 2016) foi uma germanista, medievalista e escritora italiana.
Docente universitária, tradutora e autora de novelas históricas, é-se licenciada em letras modernas pela Universidade de Turim, com uma tese em literatura alemã.

## Biografia
Laura Mancinelli está nascida a Udine no 1933, depois uma estadia de quatro anos a Rovereto de Trento onde viveu a primeira infância, a família se transferiu a Turín (1937).
Nos anos seguintes a seu doutorado ensinou na escola média, mas continua trabalhando na cultura alemã medieval: em 1969 publicou-se o ensaio A canção dos Nibelungos. Problemas e valores.
Nos anos setenta ensinou filologia germânica na Universidade de Sassari, depois foi chamado a Veneza pelo germanista Ladislao Mittner em 1976 obteve a cátedra de História do alemão na Universidade Ca' Foscari.
Seguindo o conselho de seu colega e amigo Claudio Magris, em 1972 editou e traduziu do original o volume os Nibelungos, seguido em 1978 por Tristão (em alemão: Tristan (Gottfried von Straßburg)) de Godofredo de Estrasburgo e em 1989 por Gregório (em alemão: Gregorius) e O pobre Enrique (em alemão: Der arme Heinrich) de Hartmann von Aue.
Após voltar a Turín como titular da Cátedra Universitária de Filologia Alemã, em 1981 Laura Mancinelli fez sua estreia em ficção, dando a Einaudi, Os Doze Abades de Challant, uma novela histórica que o autor tinha começado a escrever em 1968. Seguiu O fantasma de Mozart em 1986 e O milagre de St. Odilia em 1989.
Segue Amadè, a história da estadia de Mozart em Turín, que se inspirou na atuação de Roberto Tarasco "Amadè o génio da Era da Ilustração", produzido em 2006; A casa do tempo; Os Olhos do Imperador, ganhador do Prix Rapallo-Carige em 1994; Os Três Caballeros do Grial e O Príncipe Descalzo.
A princípios dos noventa, afetada pela esclerose em placas, Laura Mancinelli abandonou a cadeira.
Em 1999, no Teatro Piccolo Regio de Turín, organizou-se uma Noite com Mozart (publicada em 1991).

## Obras principais

### Romances
- Os Doze Abades de Challant (I dodici abati di Challant, 1981)
- O fantasma de Mozart
- O milagre de St. Odilia
- Amadè
- A casa do tempo
- Os olhos do imperador
- Os três caballeros do Grial
- O príncipe descalzo

## Traduções
- (em italiano) I Nibelunghi, Turín, 1972
- (em italiano) Gottfried von Straßburg, Tristano, 1978
- (em italiano) Heimito von Doderer, I demoni. Dalla cronaca del caposezione Geyrenhoff, 1979
- (em italiano) Hartmann von Aue, Gregorio e Il povero Enrico, 1989
- (em italiano) Konrad Bayer, La testa di Vitus Bering, Alejandría, 1993

## Introdução
- (em italiano) Wolfram von Eschenbach, Parzival, Turín, 1985

## Prêmios
- No 1981 Prêmio "Mondello obra primeira" para a novela Os Doze Abades de Challant
- No 1989 Premeio Cidade de Roma para a novela O milagre de Santa Odilia
- No 1994 Prêmio "Rapallo" para a novela Os olhos do imperador
- No 1997 Prêmio "Cessar Pavese"para a novela Os casos do capitão Flores. O mistério da cadeira de rodas
- Na 2003 Via Po para a novela autobiográfico Andante com tenerezza
- No 2008 Prêmio à Carreira